# Dongan WJ-5
Le Dongan WJ-5 est un turbopropulseur chinois, conçu par le constructeur Dongan Engine Manufacturing Company (en). Il motorise le bimoteur  Xian Y-7 et l'hydravion quadrimoteur Harbin SH-5 .

## Versions
- WJ-5A : Principale version de production, d'une puissance de 2 900 eshp (2 162 kW)[2] ;
- WJ-5E : Version améliorée pour le Xian Y-7-200, parfois désignée WJ-5A-1G[2]. Elle a été développée avec l'aide de General Electric Aircraft Engines[1].
- WZ-5 : Version turbomoteur du WJ-5, qui ne parvint pas à aller plus loin que l'étape du prototype.

## Applications
- Harbin SH-5
- Xian Y-7